# Induktion (Film)
Als Induktion wird in der Filmsprache eine Folgerung bezeichnet, die der Zuschauer aus einer Abfolge hintereinander geschnittener Bilder oder Szenen zieht, ohne dass diese Bedeutung aus den Bildern selbst hervorgeht. Sie entsteht vielmehr aus der gedanklichen Verknüpfung des Gesehenen zu einem Bedeutungszusammenhang oder genauer einer Kausalkette.
So kann z. B. die Abfolge von Nahaufnahmen eines Messers, einer Hand und einer schreienden Frau einen Mord darstellen, obwohl er selbst nicht abgebildet wird, wie in Alfred Hitchcocks Psycho. Hitchcock hat in einem Interview erläutert:

“Think of the power of film. Close-up James Stewart, Cut: Woman with a baby. Cut: James Stewart smiles. He is a nice man. Now, take out middle piece of film, change it with ‚girl in a bikini‘. Now he is a dirty old man.”

„Bedenken Sie die Macht des Films. Nahaufnahme James Stewart, Schnitt: Eine Frau mit Baby. Schnitt: James Stewart lächelt. Er ist ein netter Mann. Jetzt nehmen Sie das mittlere Bild heraus und ersetzen es durch das eines Mädchens im Bikini. Jetzt ist er ein alter Lüstling.“

Das erste Experiment zur filmischen Induktion war das Kuleschow-Experiment. Der russische Regisseur Lew Wladimirowitsch Kuleschow zeigte damit, dass für die Aussage einer Szene der Schnitt wichtiger ist als die Art der einzelnen Einstellungen.
Kuleschow bemerkte: „Das Wesen des Films muss nicht innerhalb der Grenzen des gefilmten Fragments gesucht werden, sondern in der Verkettung dieser Fragmente.“ Der Begriff Induktion wird unter anderem auch vom Theoretiker Knut Hickethier verwendet.
Es existieren hierbei enge Bezüge zum Thema gedankliche Induktion.